# Power Metal (Pantera)
Power Metal is het vierde studioalbum van de groovemetalband Pantera en het eerste album waarop Phil Anselmo zingt. Het kwam uit in 1988.

## Proud to be loud
Proud to be loud is geschreven en geproduceerd door Marc Ferrari van de band Keel. Later zou dit nummer ook op een album van hun verschijnen. De versie van Pantera is gebruikt in de film Donnie Darko uit 2001. Pantera ontkende in die tijd hun eerste vier albums en wilde niet meer geassocieerd worden met dat nummer en op de aftiteling is het nummer toegeschreven aan de niet bestaande band The dead green mummies

## Nummers
Alle muziek en teksten zijn geschreven door Pantera behalve waar aangegeven. 
| Nr. | Titel                                                           | Duur |
| --- | --------------------------------------------------------------- | ---- |
| 1.  | Rock the world                                                  | 3:30 |
| 2.  | Power Metal                                                     | 3:55 |
| 3.  | We'll meet again (Marc Ferrari (leadgitaar))                    | 3:50 |
| 4.  | Over and out                                                    | 5:15 |
| 5.  | Proud to be loud (Marc Ferrari)                                 | 4:00 |
| 6.  | Down below (Darrel Abott, Rex Rocker, Terry Glaze, Vinnie Paul) | 2:40 |
| 7.  | Death trap                                                      | 4:00 |
| 8.  | Hard ride                                                       | 4:15 |
| 9.  | Burnnn!                                                         | 3:45 |
| 10. | P*S*T* 88 (Darrel Abott, Rex Rocker, Vinnie Paul)               | 2:48 |

## Muzikanten
- Phil Anselmo – zanger (behalve nummer 10), achtergrondzanger, producer (behalve het 5e nummer)
- Diamond Darrell – gitarist, zanger (nummer 10), achtergrondzanger, remixer, behalve nummer 5)
- Rex Rocker – bassist, buisklokker, achtergrondzanger, productie (behalve nummer 5)
- Vinnie Paul – drummer, achtergrondzanger, geluidstechnicus, remixer, producent (behalve bij het 5e nummer)